# L'Escalier (Léger)
Pour les articles homonymes, voir L'Escalier.
L'Escalier est un tableau réalisé par Fernand Léger en 1914. Cette huile sur toile cubiste représente un escalier. Un temps la propriété de Raoul Albert La Roche, elle est aujourd'hui conservée au Kunstmuseum, à Bâle, en Suisse.

## Expositions
- Le Cubisme, Centre national d'art et de culture Georges-Pompidou, Paris, 2018-2019.